# John Howard Yoder

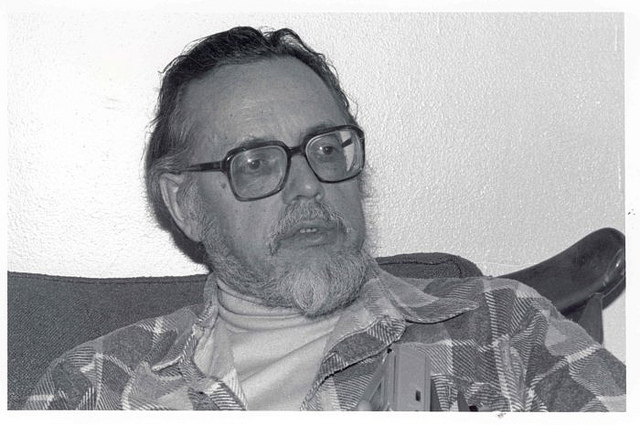
John Howard Yoder

 John Howard Yoder (* 29. Dezember 1927 in Smithville, Ohio; † 30. Dezember 1997 in South Bend, Indiana) war ein US-amerikanischer evangelisch-mennonitischer Theologe und Pazifist. Er war einer der einflussreichsten christlichen Ethiker des 20. Jahrhunderts und neben Harold S. Bender vermutlich der bedeutendste mennonitische Theologe.

## Leben

### Kindheit und Jugend
John Howard Yoder wurde am 29. Dezember 1927 als Sohn von Howard C. Yoder und Ethel Good in der Nähe von Smithville in Ohio geboren. Seine Vorfahren waren seit Generationen einflussreiche Mennoniten, und so wuchs auch er in der Oak Grove Mennonite Church auf. 1933 zog die Familie in die nahegelegene Stadt Wooster. Nach dem Zweiten Weltkrieg, 1945 bis 1949, studierte er am mennonitischen Goshen College in Indiana.

### Arbeit in Frankreich
1949 arbeitete Yoder zunächst als Vertreter des internationalen Mennonitischen Zentralen Komitees in Frankreich und wirkte hier an einem Programm für verwaiste Kriegskinder mit. In Frankreich heiratete er 1952 die aus dem Elsass stammende Anne Marie Guth, mit der er sieben Kinder hatte. 1955 organisierte er ein Hilfsprojekt für das von einem Erdbeben gezeichnete Algerien. Er beteiligte sich maßgeblich an den ökumenischen Friedensgesprächen der evangelischen Kirchen Westeuropas der Puidoux Theological Conferences, die an verschiedenen Orten Europas stattfanden.

### Studium in Basel
Seit 1950 als Gast und ab 1954 ordentlich studierte er an der Universität Basel Altes Testament bei Walter Baumgartner und Walther Eichrodt, Neues Testament bei Oscar Cullmann, Dogmatik bei Karl Barth und Philosophie bei Karl Jaspers. Yoder promovierte 1962 unter Ernst Staehelin über das Thema Täufertum und Reformation in der Schweiz. Die Gespräche zwischen Täufern und Reformatoren 1523-1538 mit cum laude. 1968 folgte eine dogmengeschichtliche Untersuchung Täufertum und Reformation im Gespräch. Mit Karl Barth führte Yoder eine theologische Diskussion über die Frage des Krieges, über die er 1970 die Schrift Karl Barth and the Problem of War publizierte. Besonderer Schwerpunkt wurde in den folgenden Jahren die Theologie und Praxis der Täuferbewegung.

### Professor in Goshen und South Bend
1957 kehrte Yoder mit seiner Familie in die USA zurück und arbeitete zuerst im Gemüseanbau seiner elterlichen Familie mit. 1958 bis 1959 lehrte er als Vertreter am mennonitischen Theologischen Seminar in Goshen in den USA. Ab 1959 arbeitete er als Verwaltungsassistent für die Überseemission am Mennonite Board of Missions (MBM) in Elkhart in Indiana. Er suchte Verbindungen mit evangelikalen Kirchenführern, die in der National Association of Evangelicals und der National Council of Churches zusammengeschlossen waren. Zugleich arbeitete Yoder in verschiedenen Positionen mit dem Ökumenischen Rat der Kirchen zusammen. Von 1965 bis 1984 wirkte Yoder als Professor und als Rat an den Associated Mennonite Biblical Seminaries in Elkhart in Indiana, dessen Leiter er von 1970 bis 1973 auch war. Bereits seit 1967 hatte er einen Lehrauftrag für Friedensstudien an der katholischen University of Notre Dame in South Bend, so dass er nur noch einen Teilzeitlehrauftrag in Elkhart wahrnehmen konnte. 1984 wurde er als Professor an die Universität in South Bend berufen, wo er bis zu seinem Tod lehren und wirken konnte.
Seit den 1970er Jahren nahm Yoder Gastprofessuren in Argentinien (1970/71), Frankreich (1974/75) und Jerusalem (1975/76) wahr. Für Vortragsreisen war er in mehr als zwanzig Ländern und unterrichtete er in kurzen Intensivkursen an drei akademischen Einrichtungen in drei Ländern. Seine fließenden Sprachkenntnisse in Französisch, Deutsch und Spanisch halfen ihm dabei.

## Lehre
Sein bekanntestes Werk ist heute Die Politik Jesu – der Weg des Kreuzes (auf Englisch Politics of Jesus) aus dem Jahr 1972. Die Zeitschrift Christianity Today zählte es zur Jahrtausendwende unter die 10 wichtigsten theologischen Bücher des 20. Jahrhunderts. In ihm diskutiert Yoder ausgehend von einer Exegese des Lukasevangeliums und des Römerbriefes über die Relevanz der Menschwerdung Gottes in Christus für die aktuelle gesellschaftliche Positionierung der christlichen Kirchen. Die Erlösung durch Jesus Christus sei zutiefst sozial und politisch. Yoder leitet einen radikalen Pazifismus ab, welcher allen christlichen Konfessionen zu eigen sein müsste.

## Wirken
Neben seinem akademischen und friedenspolitischen Wirken hatte Yoder großen Anteil an den Dialogen zwischen den europäischen Großkirchen und den traditionellen Friedenskirchen. Yoder kann als einflussreichster mennonitischer Theologe des 20. Jahrhunderts angesehen werden. Yoder war Mitglied der Christlichen Friedenskonferenz (CFK), in deren Beratenden Ausschuss er 1961 auf der I. Allchristlichen Friedensversammlung in Prag gewählt wurde.

### Yoders Missbrauch von Frauen und seine Folgen
Yoder war zur besonderen Ansicht gekommen, dass es verschiedene sexuelle Dimensionen gebe, eine familiäre und eine genitale, die gelebt werden können. Er nannte erstere „nicht-erotische sexuelle Intimität“ (Englisch: non-erotic sexual intimacy). Der Umgang von Jesus mit Frauen sei modellhaft gewesen, was auch Berührungen eingeschlossen habe. Seit 1975 gab es immer wieder Vorwürfe gegen Yoder wegen sexueller Übergriffe auf junge Frauen, besonders auf einige seiner Studentinnen. Erst 1979 leitete Marlin Miller, der Präsident des Goshen Bibelseminars, erste Schritte zur Disziplinierung ein; später folgten weitere Institutionen. 1986 reagierte seine Kirche, die Prairie Street Mennonite Church, 1992 übte die Indiana-Michigan-Mennonitenkonferenz wegen 13 Fällen unerlaubten Verhaltens gegenüber Frauen Kirchenzucht aus und suspendierte ihn vom kirchlichen Dienst. Er wurde angehalten, Beratung aufzusuchen und den geschädigten Frauen Schadenersatz zu zahlen. Es kam aber nie zu einer gerichtlichen Anklage und Verurteilung. 1996 wurde die Suspendierung wieder aufgehoben; nur wenige Tage vor seinem Tod 1997 wurden er und seine Frau Annie wieder in ihre Kirche aufgenommen.
Das Ausmaß Yoders Übergriffe wurde erst nach seinem Tod deutlich, als nach und nach mehr als 50 Frauen ihre Vorwürfe öffentlich machten. Die Präsidentin des AMB-Seminars, Sara Wenger Shenk, setzte nach 2010 eine Arbeitsgruppe ein und beauftragte die mennonitische Historikerin Rachel Waltner Goossen mit der Aufarbeitung der Geschehnisse. Sie geht von über 100 Betroffenen aus. Ab 2013 ließ MennoMedia bei allen Publikationen Yoders bei Herald Press eine Erklärung abdrucken, dass die Lesenden wissen sollten, dass Yoder zahlreiche Frauen missbraucht hat. 2014 beauftragte die Mennonite Church USA eine Arbeitsgruppe mit einer erneuten Evaluation der Handlungen Yoders, 2015 wurden verschiedene Artikel in der Zeitschrift Mennonite Quarterly Review publiziert. Im gleichen Jahr fand am AMB-Seminar in Elkhart ein Klage-, (Schuld)Bekenntnis- und Verpflichtungsgottesdienst statt, wo auch eine Mitschuld des Seminars und dessen Leitung eingestanden wurde.

## Werke
Yoder schrieb mehrere hundert Aufsätze in fünf Sprachen und 17 Bücher. Sein berühmtestes Buch The Politics of Jesus wurde in zwölf Sprachen übersetzt und über 100.000 Exemplare wurden davon verkauft. Es inspirierte auch viele gebildete Personen und Meinungsmacher wie Stanley Hauerwas und Jim Wallis.
Auf Deutsch sind folgende Werke von John Howard Yoder erschienen:
- Die Politik des Leibes Christi. Als Gemeinde zeichenhaft leben. Neufeld Verlag, Schwarzenfeld, September 2011. ISBN 978-3-86256-016-5.
- Die Politik Jesu. Neufeld Verlag, Schwarzenfeld, September 2012. ISBN 978-3-937896-09-0.
- Nachfolge Christi als Gestalt politischer Verantwortung, Weisenheim am Berg 2000.
- Was würden Sie tun? Analysen und Texte zu einer Standardfrage an Pazifisten und Kriegsdienstverweigerer, Weisenheim am Berg 1985 (Hrsg.).
- Täufertum und Reformation im Gespräch. Dogmengeschichtliche Untersuchung der frühen Gespräche zwischen Schweizerischen Täufern und Reformatoren, Zürich 1968.
- Täufertum und Reformation in der Schweiz I. Die Gespräche zwischen Täufern und Reformatoren 1523-1538, Karlsruhe 1962.